# Фьодор Коростовцев
Фьодор Андреевич Коростовцев (на руски: Федор Андреевич Коростовцев) е руски офицер, генерал-майор. Участник в Руско-турската война (1877-1878).

## Биография
Фьодор Коростовцев е роден на 6 юли 1853 г. в Полтавска губерния в семейството на потомствен дворянин. Ориентира към военното поприще. Завършва Полтавската военна гимназия (1870) и 3-то Александровско военно училище. Произведен е в първо офицерско звание подпрапорщик с назначение в 31-ва артилерийска бригада (1872). Продъжава службата в 9-а артилерийска бригада и е повишен във военно звание прапорщик (1874).
Участва в Руско-турската война (1877-1878) като командир на артилерийски взвод от 9-а артилерийска бригада. Бие се храбро в битката при Ловеч на 22 август 1877 г. и е награден с орден „Света Ана“ IV степен с надпис „За храброст“. Отличава се при отбраната на връх Свети Никола на Шипченската позиция от 30 ноември до 28 декември 1877 г. Участва в преминаването на Южния отряд през Стара планина и изтласкването на турската армия от Шипченския проход. Повишен е във военно звание шабскапитан (1877).
След войната служи в Павловския кадетски корпус (1882-1890) и е Ефремовски войнски началник (1890-1906). Излиза в оставка с повишение във военно звание генерал-майор с пълна пенсия и право за носене на униформа (1906).